# Peschici
Peschici [ˈpɛːskiʧi] ist eine italienische Gemeinde mit 4296 Einwohnern (Stand 31. Dezember 2023) in der Provinz Foggia in der Region Apulien. Sie liegt im Gargano an der Küste zum Adriatischen Meer.

## Bevölkerungsentwicklung
| Jahr | Einwohner |  | Jahr | Einwohner |
| ---- | --------- |  | ---- | --------- |
| 1861 | 2178      |  | 1936 | 3625      |
| 1871 | 2300      |  | 1961 | 4125      |
| 1881 | 2492      |  | 1971 | 3840      |
| 1901 | 3364      |  | 1981 | 4056      |
| 1911 | 3264      |  | 1991 | 4335      |
| 1921 | 3216      |  | 2001 | 4339      |
| 1931 | 3612      |  | 2016 | 4511      |

## Sonstiges
Am 31. Oktober 1998 gewann eine Tippgemeinschaft von 99 Spielern im Lotto die Rekordsumme von 63 Milliarden Lire (32 Millionen Euro). In Italien ist „Peschici“ seitdem ein Synonym für unverhofftes Glück.

## Partnerstadt
Jílové u Prahy, Tschechische Republik